# ティンカー・ベル シリーズ
ティンカー・ベル シリーズはディズニートゥーン・スタジオが製作したコンピュータアニメーションのシリーズ作品。長編6話、短編2話が製作された。

## 概要
ジェームス・マシュー・バリーの戯曲を元にディズニーが製作した長編アニメ映画『ピーター・パン』。原作の戯曲にも登場する妖精ティンカー・ベルのディズニー版をベースとしてスピンオフ作品『ティンカー・ベル』が2008年に製作された。『ティンカー・ベル』が好評だったこともあり、春の物語だった『ティンカー・ベル』の続編として冬、秋、夏の物語をそれぞれ製作することが発表された。こちらも好評であったため、テレビ放映向けの短編、5作目以降の製作発表もされる。
2014年には、7作目の製作が中止になったことが発表され、6作目となる『ティンカー・ベルと流れ星の伝説』がシリーズ最終作となった。

## 長編
いずれもセルビデオとして製作されているが、日本では『ティンカー・ベル』と『ティンカー・ベルと月の石』が劇場公開されている。

### ティンカー・ベル
2008年製作。日本では2008年に劇場公開された。

### ティンカー・ベルと月の石
2009年製作。日本では2009年に劇場公開された。

### ティンカー・ベルと妖精の家
2011年製作。

### ティンカー・ベルと輝く羽の秘密
2012年製作。

### ティンカー・ベルとネバーランドの海賊船
2014年製作。

### ティンカー・ベルと流れ星の伝説
2015年製作。

## 短編
いずれもディズニー・チャンネルで放映された。

### ピクシー・ホロウ・ゲームズ 妖精たちの祭典
2011年11月9日にアメリカ合衆国のディズニー・チャンネルで初放映された。日本のディズニー・チャンネルでは2012年5月18日に放映された。
『ティンカー・ベルと輝く羽の秘密』のセルブルーレイのボーナストラックとして本作が収録されている。

### Pixie Hollow Bake Off
詳細は「Pixie Hollow Bake Off」を参照
2013年10月20日にイギリスのディズニー・チャンネルで放映された。日本未発表。

## その他のショートムービー
YouTubeの「Disney Princess」チャンネルで1〜2分程度の妖精たちの日常を描いたオリジナルショートムービーが公開されている。日本語吹き替え版および字幕版はない。
- Meet the Fairies
  - Fawn: An Animal Fairy
  - Iridessa: A Light Fairy
  - Rosetta: A Garden Fairy
  - Silvermist: A Water Fairy
  - Tinker Bell: A Tinker Fairy
- Secret of the Wings
  - How to Build a Snowman
  - How to Have a Snowball Fight
  - How to ice Skate
  - How to Ride a Toboggan
- Pixie Hollow Games
  - History of the Games
  - How I Train: Fawn
  - How I Train: Silvermist
  - How I Train: Vidia
- Disney Fairies Short
  - A Fairy Cherry Tree
  - Aaarrgh
  - Banner Day
  - Bee's Eye
  - Beetle Jam
  - Blazing Shadows
  - Dust Up
  - Eye on the Fly
  - Fawm and Games
  - Fright Light
  - Hide and Tink
  - If the Hue Fits
  - Just Desserts
  - Just One of the Girls
  - Magic Tricks
  - No Croakin' Around
  - Omiuous Warning
  - Pixie Preview
  - Rainbow's Ends
  - Rosetta's Garden: Lesson1, 2, 3
  - Say Cheese
  - Scents and Sensibility
  - Scrubbed the Wrong Way
  - Shooting Stars
  - Sil's Symphony
  - There's No Place Like Gnome
  - Tink Gets Bugged
  - Tink'n About Animals
  - Treasure Chest
  - Volleybug
  - We're Lost

## 主なキャラクター
ティンカー・ベル
もの作りの妖精。ドレスは緑の葉でつくられている。頑固で短気だがいつも元気いっぱい。人間の世界『メインランド』に強い興味を持っており、ネバーランドに流れついた人間の"迷い物"見つけては、妖精たちの為に役立てている。あだ名は「ティンク」。
ロゼッタ
植物の妖精。ドレスはバラの花びらでつくられている。礼儀正しく、頭の回転が速い。いつも自分を一番美しく見せようと考え、友達や花たちにおしゃれのアドバイスをしたり、美しく変身させるのが好き。実は動物が苦手。
イリデッサ
光の妖精。ドレスはヒマワリの花びらでつくられている。完璧主義者。仕事に対して情熱を燃しているが、ささいなことを気にする繊細な心の持ち主。物事をつい悪い方向へと考えてしまう。
シルバーミスト
水の妖精。ドレスは青いカラーの花びらでつくられている。大らかで、ものの見方がユニークな楽天家。自由な精神を持ち、頭で考えるよりも心の声に耳を傾ける。
フォーン
動物の妖精。ドレスはオレンジ色の苔。パンツは落ち葉でつくられている。蝶の羽の模様を描いたり、ひな鳥に飛び方を教えたりしている。笑いに溢れたおてんば娘で、いたずら好きでよくイリデッサにちょっかいを出している。
ヴィディア
高速飛行という珍しい才能を持つ妖精。自分が希少な才能の持ち主であることを鼻にかけているが、人間に連れ去られたティンカー・ベルを助けようとするなど優しい心も持ち合わせている。
テレンス
妖精の粉を管理する妖精。妖精たちはそれぞれの魔法を使うために、毎日、妖精の粉を分けてもらう必要がある。
ボブル
もの作りの妖精。ゴーグルをかけていて、そのレンズは雫で作られている。
クランク
もの作りの妖精。大柄。
クラリオン女王
妖精たちの女王。
フェアリーメアリー
もの作りの妖精のまとめ役。
フェアリー・ゲイリー
妖精の粉を管理する妖精たちのまとめ役。
キルトを履いているが、スカートと間違えられることが悩み。

### 声優
| 主なキャラクター     | 作品                       | 作品                       | 作品                       | 作品                       | 作品                       | 作品                       | 作品                        | 作品                       | 日本語吹替え |  |
| 主なキャラクター     | ティンカー・ベル (2008)    | 月の石 (2009)              | 妖精の家 (2010)            | 妖精たちの祭典 (2011)      | 輝く羽の秘密 (2012)        | Bake Off (2013)            | ネバーランドの海賊船 (2014) | 流れ星の伝説 (2015)        | 日本語吹替え |  |
| -------------------- | -------------------------- | -------------------------- | -------------------------- | -------------------------- | -------------------------- | -------------------------- | --------------------------- | -------------------------- | ------------ |  |
| ティンカー・ベル     | メイ・ホイットマン         | メイ・ホイットマン         | メイ・ホイットマン         | メイ・ホイットマン         | メイ・ホイットマン         | メイ・ホイットマン         | メイ・ホイットマン          | メイ・ホイットマン         | 深町彩里     |  |
| シルバーミスト       | ルーシー・リュー           | ルーシー・リュー           | ルーシー・リュー           | ルーシー・リュー           | ルーシー・リュー           | ルーシー・リュー           | ルーシー・リュー            | ルーシー・リュー           | 高橋理恵子   |  |
| イリデッサ           | レイブン・シモーネ         | レイブン・シモーネ         | レイブン・シモーネ         | レイブン・シモーネ         | レイブン・シモーネ         | レイブン・シモーネ         | レイブン・シモーネ          | レイブン・シモーネ         | 園崎未恵     |  |
| ロゼッタ             | クリスティン・チェノウェス | クリスティン・チェノウェス | クリスティン・チェノウェス | メーガン・ヒルティ         | メーガン・ヒルティ         | メーガン・ヒルティ         | メーガン・ヒルティ          | メーガン・ヒルティ         | 豊口めぐみ   |  |
| フォーン             | アメリカ・フェレーラ       | アンジェラ・バーティース   | アンジェラ・バーティース   | アンジェラ・バーティース   | アンジェラ・バーティース   | アンジェラ・バーティース   | アンジェラ・バーティース    | ジニファー・グッドウィン   | 坂本真綾     |  |
| ヴィディア           | パメラ・アドロン           | 台詞無し                   | パメラ・アドロン           | パメラ・アドロン           | パメラ・アドロン           | パメラ・アドロン           | パメラ・アドロン            | パメラ・アドロン           | 朴璐美       |  |
|                      |                            |                            |                            |                            |                            |                            |                             |                            |              |  |
| テレンス             | ジェシー・マッカートニー   | ジェシー・マッカートニー   | ジェシー・マッカートニー   | ジェシー・マッカートニー   | ジェシー・マッカートニー   |                            | ジェシー・マッカートニー    |                            | 細谷佳正     |  |
| ボブル               | ロブ・ポールセン           | ロブ・ポールセン           | ロブ・ポールセン           | ロブ・ポールセン           | ロブ・ポールセン           | ロブ・ポールセン           | ロブ・ポールセン            |                            | 石田彰       |  |
| クランク             | ジェフ・ベネット           | ジェフ・ベネット           | ジェフ・ベネット           | ジェフ・ベネット           | ジェフ・ベネット           | ジェフ・ベネット           | ジェフ・ベネット            |                            | 河本邦弘     |  |
|                      |                            |                            |                            |                            |                            |                            |                             |                            |              |  |
| クラリオン女王       | アンジェリカ・ヒューストン | アンジェリカ・ヒューストン |                            | アンジェリカ・ヒューストン | アンジェリカ・ヒューストン | アンジェリカ・ヒューストン | アンジェリカ・ヒューストン  | アンジェリカ・ヒューストン | 高島雅羅     |  |
| フェアリーメアリー   | ジェーン・ホロックス       | ジェーン・ホロックス       |                            | ジェーン・ホロックス       | ジェーン・ホロックス       | ジェーン・ホロックス       | ジェーン・ホロックス        |                            | 山像かおり   |  |
| フェアリー・ゲイリー |                            | ジェフ・ベネット           |                            | ジェフ・ベネット           | ジェフ・ベネット           | ジェフ・ベネット           | ジェフ・ベネット            |                            | 土師孝也     |  |
|                      |                            |                            |                            |                            |                            |                            |                             |                            |              |  |
| ナレーター           | ロリーナ・マッケニット     | グレイ・デリスル           | カーラ・ディロン           |                            | アンジェリカ・ヒューストン |                            |                             | グレイ・デリスル           | 島本須美     |  |

注 灰色の欄は、その作品に登場していない。

## 主題歌
| 作品                 | 主題歌            | 歌手                                                       |
| -------------------- | ----------------- | ---------------------------------------------------------- |
| ティンカー・ベル     | Fly to Your Heart | セレーナ・ゴメス                                           |
| ティンカー・ベル     | 妖精のうた        | 湯川潮音                                                   |
| 月の石               | Gift of a Friend  | デミ・ロヴァート                                           |
| 月の石               | You were...       | 浜崎あゆみ                                                 |
| 妖精の家             | How to Believe    | ブリジット・メンドラー                                     |
| 妖精たちの祭典       | Dig Down Deeper   | ゼンデイヤ                                                 |
| 輝く羽の秘密         | The Great Divide  | マクレーン・シスターズ （feat.チャイナ・アン・マクレーン） |
| ネバーランドの海賊船 | Who I Am          | ナターシャ・ベディングフィールド                           |
| 流れ星の伝説         | Float             | KTタンストール                                             |